# 暗数杀人
是一部2018年上映的韓國犯罪劇情片，由電影《春，雪》的導演金泰均執導，金允錫、朱智勛主演。該片改編自2007年發生在釜山的真實案件，因此引發韓國網路熱議和高度關注，於2018年10月3日在韓國上映。

## 演員陣容

### 主要人物
- 金允錫 飾演 金亨民，原釜山地方警察厅缉毒科警查，为调查姜泰伍连环杀人案自愿调职至莲堤警察署刑事科。
- 朱智勛 飾演 姜泰伍，连环杀人犯。

### 其他人物
- 陳善圭 飾演 趙警官，釜山莲堤警察署刑事科刑警，金亨民的拍档。
- 鄭鍾準 飾演 刑事科長，釜山莲堤警察署刑事科科长。
- 許眞 飾演 吴智熙的奶奶
- 金重基 飾演 姜泰伍的律師
- 金英雄 飾演 正峰，金亨民的线人。
- 鄭基燮 飾演 韓警官，负责调查姜泰伍杀害女友许秀珍一案的警察。
- 李凤辇 飾演 姜淑子，姜泰伍的二姐。
- 全國煥 飾演 金亨民的父親
- 金鍾洙 飾演 釜山地方警察厅缉毒科队长
- 裴海善 飾演 朴美英，姜泰伍的女友，因提出分手而被姜杀害。
- 權素賢 飾演 吳智熙，姜泰伍杀害的受害人。
- 元賢俊 飾演 金旭哲，姜泰伍的朋友。
- 車美京 飾演 刀削麵飯館大嬸
- 韓哲宇 飾演 出租車司機
- 金美花 飾演 美容室院長，朴美英的老板。
- 朴成賢 飾演 東區警察
- 黃在烈 飾演 吊車司機
- 崔光濟 飾演 大塊頭
- 鄭澤玄 飾演 姜泰伍少年時期
- 沈昭英 飾演 中年女子
- 金正妍 飾演 吳智熙少年時期

### 友情出演
- 文晶熙 飾演 姜泰伍案件的担当檢察官

### 特別出演
- 朱鎮模 飾演 宋敬洙
- 高昌錫 飾演 潛水隊長
- 郭圭澤（朝鲜语：곽규택） 飾演 高等法院法官
- 李宥俊 飾演 朴社長

## 製作
據媒體報導，該片的损益平衡点為210萬觀影人次。

## 爭議
該片上映前遭受害者家屬抗議，提出禁止上映的假處分，「因為這部電影會讓遺屬們再度感到痛苦，當初說是參考，但看過後發現劇情，藏匿屍體的犯案手法都跟真實案件一模一樣，而未經同意就類似描繪該事件，並向首爾中央地方法院提出了禁止電影上映的假處分申請書。
實際的犯罪者A某，2011年涉嫌殺害一名娛樂場所的女職員後棄屍，被判有期徒刑15年，之後在拘留所中向韓姓警官發送自白信，追加自己還犯了11起殺人案，當中有真有假。後經韓國大法官裁定無期徒刑，A某後來已於釜山監獄的獨居房內自殺身亡。

## 獎項榮譽
| 年份   | 頒獎禮                     | 獎項              | 入圍者         | 結果 |
| ------ | -------------------------- | ----------------- | -------------- | ---- |
| 2018年 | 第39屆青龍電影獎           | 最佳劇本          | 郭景澤、金泰均 | 獲獎 |
| 2018年 | 第5屆韓國電影製作人協會獎  | 最佳男主角        | 朱智勛         | 獲獎 |
| 2018年 | 第38屆韩国电影评论家协会奖 | 最佳劇本          | 郭景澤、金泰均 | 獲獎 |
| 2018年 | 第38屆韩国电影评论家协会奖 | 十一佳電影        | 《暗数杀人》   | 獲獎 |
| 2019年 | 第38屆韓國黃金攝影獎       | 最佳男主角        | 朱智勳         | 獲獎 |
| 2019年 | 第24屆春史國際電影節       | 最佳男主角        | 朱智勳         | 獲獎 |
| 2019年 | 第24屆春史國際電影節       | 最佳新人導演      | 金泰均         | 獲獎 |
| 2019年 | 第9屆KOFA關注的韓國電影    | 《暗数杀人》      | 《暗数杀人》   | 獲獎 |
| 2019年 | 第28屆釜日電影獎           | 最佳導演          | 金泰均         | 獲獎 |
| 2019年 | 第55屆百想藝術大獎         | 電影部門 最佳劇本 | 郭景澤、金泰均 | 獲獎 |

## 外部連結
- NAVER上《暗数杀人》的資料
- Daum上《暗数杀人》的資料

- 韩国电影数据库（KMDb）上《暗数杀人》的資料
- 互联网电影数据库（IMDb）上《暗数杀人》的资料（英文）
- 《暗数杀人》在HanCinema的页面（英文）
- 豆瓣电影上《暗数杀人》的資料 （简体中文）